# Gunnar Bender

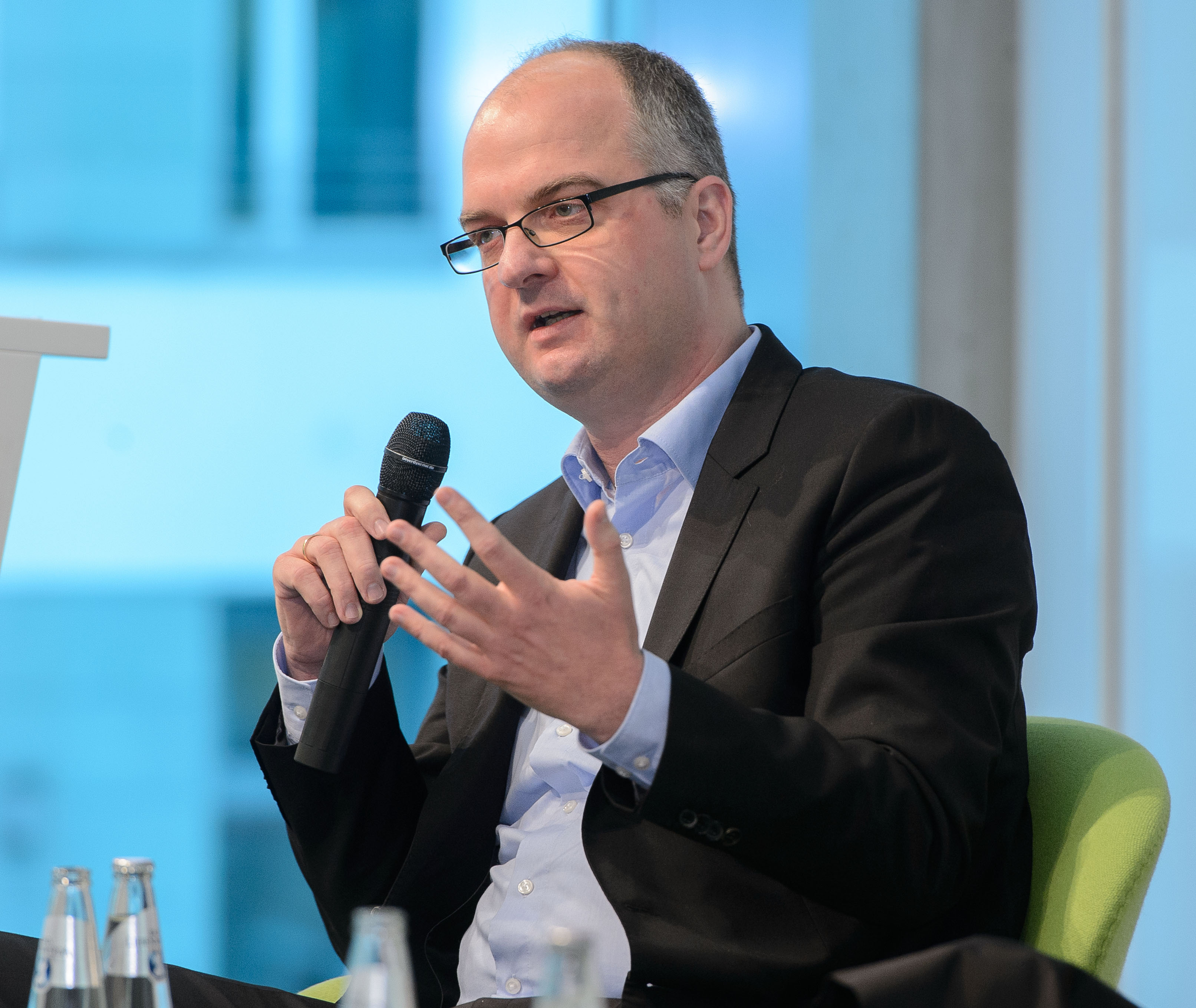
Gunnar Bender, 2013

Gunnar Bender (* 15. März 1971) ist ein deutscher Jurist und Lobbyist.

## Leben
Bender studierte an der Westfälischen Wilhelms-Universität in Münster Jura und wurde zum Thema Cross-Media ownership : eine rechtsvergleichende Untersuchung der Kontrolle multimedialer Unternehmenskonzentration in der Bundesrepublik Deutschland und den Vereinigten Staaten von Amerika promoviert.  Forschungsaufenthalte führten ihn an die Indiana University Bloomington und die New York Law School.
Von 1999 bis 2003 war Bender als Leiter Public Affairs für AOL Deutschland tätig. Anschließend leitete er die Politische Kommunikation für Time Warner Deutschland und von 2005 bis 2007 die Unternehmenskommunikation von AOL Deutschland. Danach wurde er VP Corporate Communications & Branding für AOL Europe. 2008 wechselte Bender als VP Corporate Development zur Bertelsmann AG, wo er nach kurzer Zeit wieder ausschied, um als freier Berater unter anderem die FDP im Bundestagswahlkampf 2009 zu beraten, bevor er ab Januar 2010 als Mitglied der Geschäftsleitung den Bereich Politik, ab Oktober 2010 zusätzlich den Bereich Unternehmenskommunikation, der E-Plus Mobilfunk GmbH & Co. KG leitete. Im Februar 2012 wechselte Bender zu Facebook, wo er als Director Public Policy unter anderem die deutsche Kritik am Datenschutz behandelte.
Im August 2014 kehrte er wieder kurz zurück nach Gütersloh, wo er bis Dezember 2015 für die Bertelsmann-Tochter Arvato als Executive Vice President den Bereich Corporate Communications, Marketing & Public Policy verantwortete. Ab Juli 2016 war Bender Director Public Policy bei Amazon. Von August 2020 bis Ende 2021 war Bender in gleicher Funktion bei TikTok in Deutschland tätig. Danach arbeitete Bender erneut als freier Berater. Zum 1. Juli 2022 wurde er Director Government Affairs & Strategic Relations bei SAP in Deutschland.
Bender ist Autor zahlreicher Veröffentlichungen und war zeitweise Co-Vorsitzender des damaligen Telekommunikations-, Internet- und Medien-Ausschusses des privaten eingetragenen Vereins American Chamber of Commerce in Germany.

## Publikationen (Auswahl)
Monografien
- mit Georg Milde und Jessica Pehlert: Disruptive Affairs: Neue Denkansätze für Kommunikatoren im Zeitalter digitaler Transformation. B&S Siebenhaar Verlag, Berlin 2016, ISBN 978-3-943132-48-9.
- mit Lutz Reulecke: Handbuch des deutschen Lobbyisten: Wie ein modernes und transparentes Politikmanagement funktioniert.2. Auflg. Frankfurter Allgemeine Buch, Frankfurt am Main 2004, ISBN 3-89981-005-8.
- Cross-Media ownership: Multimediale Konzentration und ihre Kontrolle. Verlag Recht und Wirtschaft (zugleich Diss. Univ. Münster), Heidelberg 1999, ISBN 3-8005-1215-7.

Herausgeberwerke
- mit Anne Gerlieb: Innovation durch Diversität: Über die Kunst, das Neue auszuhalten. Quadriga Media, Berlin 2020, ISBN 978-3-942263-56-6.
- mit Ralf Herbrich, Klaus Siebenhaar: Mit Optimismus in die Zukunft schauen: Künstliche Intelligenz – Chancen und Rahmenbedingungen. B&S Siebenhaar Verlag, Berlin 2018, ISBN 978-3-943132-79-3.
- mit Klaus Siebenhaar: Europa: real, digital und historisch. Social Learning Space, B&S Siebenhaar Verlag, Berlin 2014, ISBN 978-3-943132-33-5.
- mit Torben Werner: Digital public affairs: Social Media für Unternehmen, Verbände und Politik. Helios Media, Berlin 2010, ISBN 978-3-942263-09-2.